# Município de Milton (condado de Wayne, Ohio)
O município de Milton (em inglês: Milton Township) é um município localizado no condado de Wayne no estado estadounidense de Ohio. No ano de 2010 tinha uma população de 9.376 habitantes e uma densidade populacional de 100,2 pessoas por km².

## Geografia
O município de Milton encontra-se localizado nas coordenadas 40° 56′ 21″ N, 81° 49′ 25″ O. Segundo a Departamento do Censo dos Estados Unidos, o município tem uma superfície total de 93.57 km², da qual 93.35 km² correspondem a terra firme e (0.24%) 0.22 km² é água.

## Demografia
Segundo o censo de 2010, tinha 9.376 habitantes residindo no município de Milton. A densidade populacional era de 100,2 hab./km². Dos 9.376 habitantes, o município de Milton estava composto pelo 97.27% brancos, o 0.46% eram afroamericanos, o 0.18% eram amerindios, o 0.34% eram asiáticos, o 0.06% eram insulares do Pacífico, o 0.38% eram de outras raças e o 1.3% pertenciam a dois ou mais raças. Do total da população o 1.26% eram hispanos ou latinos de qualquer raça.